# Lijst van voetbalinterlands Bahama's - Haïti (vrouwen)
Deze lijst van voetbalinterlands is een overzicht van alle officiële voetbalinterlands tussen de nationale vrouwenteams van de Bahama's en Haïti. De landen hebben tot nu toe één keer tegen elkaar gespeeld.

## Wedstrijden
| № | Plaats   | Datum        | Competitie                                               | Wedstrijd        | Uitslag |
| - | -------- | ------------ | -------------------------------------------------------- | ---------------- | ------- |
| 1 | onbekend | 10 juli 2002 | Noord-Amerikaans kampioenschap voetbal 2002 kwalificatie | Bahama's − Haïti | 0 − 9   |

## Samenvatting
| Competitie                                          | Totaal gespeeld | Winst Bahama's | Gelijk | Winst Haïti | Doelsaldo Bahama's – Haïti |
| --------------------------------------------------- | --------------- | -------------- | ------ | ----------- | -------------------------- |
| Noord-Amerikaans kampioenschap voetbal kwalificatie | 1               | 0              | 0      | 1           | 0 − 9                      |
| Totaal                                              | 1               | 0              | 0      | 1           | 0 − 9                      |